# Pedro Ferreira de Viana Bandeira
Pedro Ferreira de Viana Bandeira, segundo barão de Fiais e primeiro e único barão e visconde de Ferreira Bandeira (Salvador, 8 de junho de 1843 — Santo Amaro, 23 de setembro de 1916), foi um fazendeiro e político brasileiro.
Formado em filosofia, pela Universidade de Friburgo. Foi proprietário de terras e dono de diversos engenhos de cana-de-açúcar. Casou-se com Maria Sofia Franzinger Schmidt.
Foi vereador de Santo Amaro (1877-1883) e também intendente municipal (1893-1896), além de vice-presidente da província da Bahia.
Agraciado 2.º barão de Fiais, em 11 de dezembro de 1875, título depois anulado, sendo depois agraciado barão de Ferreira Bandeira, em 28 de março de 1877, elevado a visconde em 28 de outubro de 1882.